# Alfred Meissner

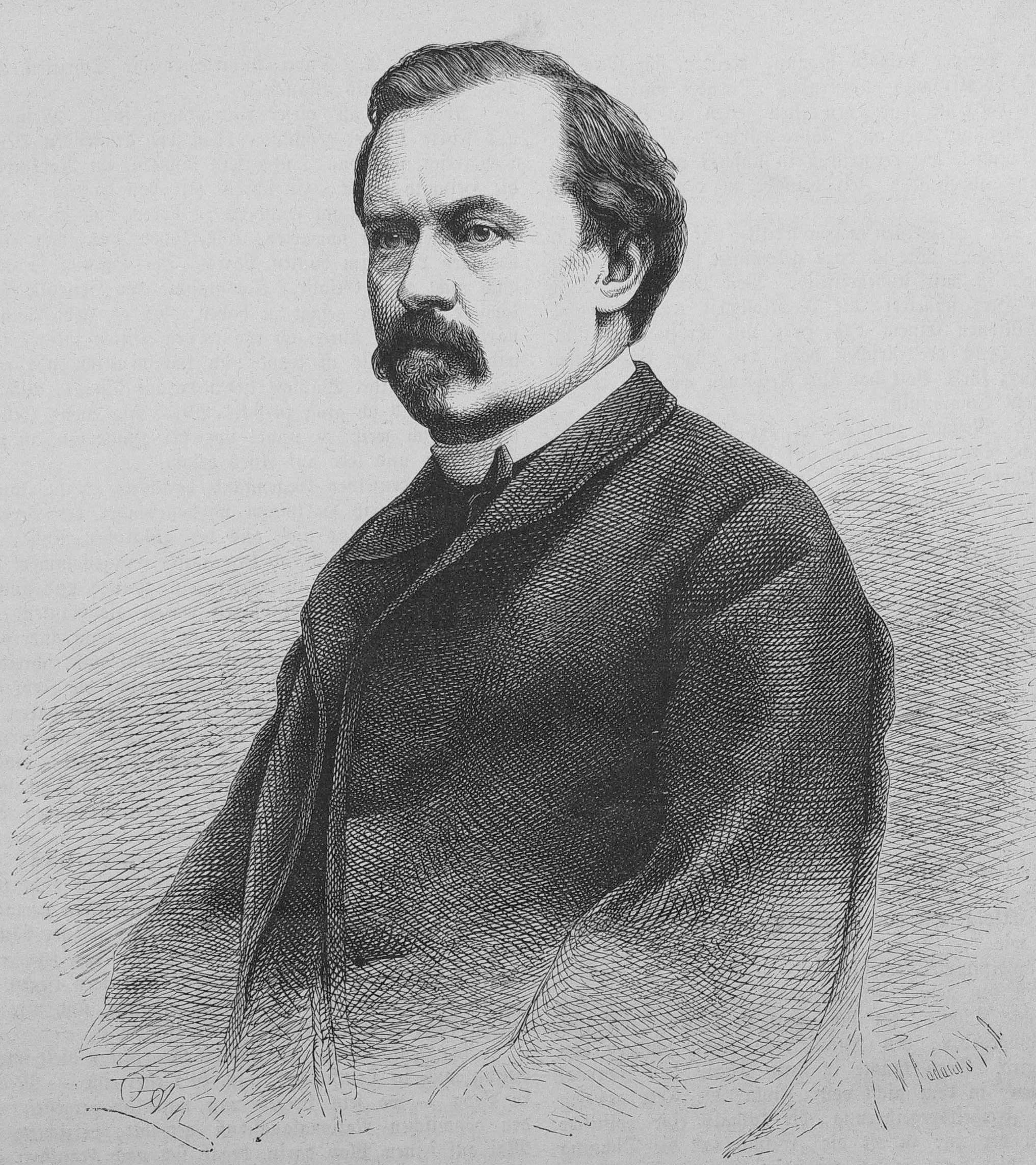
Alfred Meißner.

Alfred Meissner, född den 15 oktober 1822 i Teplice i Böhmen, död den 29 maj 1885 i Bregenz, var en österrikisk skald, sonson till August Gottlieb Meissner.
Meissner erhöll 1846 medicine doktorsgraden i Prag samt tillbragte åren 1847 och 1849 i Paris, där han knöt vänskap med skalden Heine. Därefter var han bosatt i Prag till 1869, då han flyttade till Bregenz. Påverkad av Tysklands politiska lyrik, Lenau, Byron och samtida franska skalder, var Meissner fylld av en revolutionärt glödande och på samma gång förtröstansfull stämning. Hans lyriska dikter (1845; 12:e upplagan 1884) "ega färgprakt, melodisk form samt en viss originell kraft, men för mycken retorik", heter det i Nordisk Familjebok. 
Den stora episka ungdomsdikten Ziska (1846; 12:e upplagan 1884) utmärks av lyftning och originella vändningar; dock anses karaktärsteckningen bristfällig. Vidare framstår Der Sohn des Atta Troll (1850), en efterbildning av Heines bitande humor, och Werinherus (1872), ett litet vekt epos. I åtskilliga levande tragedier (Das Weib des Vrias, 1850, med flera) blev Meissner kärv genom sin strävan efter koncentration. 
Han skrev även ett större antal romaner, Zwischen Fürst und Volk (1855), Die Sansara (1858), Zur ehre Gottes (1860, en jesuithistoria), Schwarzgelb (1862-64, en teckning av reaktionsperioden 1850-54 i Österrike), Babel (1867), Auf und nieder (1880) med flera, för vilka han i stor utsträckning anlitade andras biträde, samt novellsamlingar (Seltsame Geschichten, 1859, med flera). Till sist kan anföras hans Heinrich Heine. Erinnerungen (1854) och Geschichte meines Lebens (2 band, 1884). Meissners "Gesammelte Schriften" utgavs i 18 band 1871-73.